# Rob Mayth
Rob Mayth (* 5. Februar 1984 in Hagen; bürgerlich Robin Brandes) ist ein deutscher DJ und Hands-up-Produzent. Er produziert auch unter den Pseudonymen Dave Darell, Red Light District, Active One, Aunt Mary und Chasing und ist Teil des Projekts Rob & Chris sowie diverser weiterer Projekte der elektronischen Tanzmusik.

## Leben
Robin Brandes wuchs in Hagen in einer musikalischen Familie auf und begann schon mit 8 Jahren mit dem Klavierunterricht. Später stieg er auf Computer um, da das Klavier nicht das war, was er suchte. 1996 begann er mit Musik-Programmen wie Dance Machine oder Magix Music Maker.
So stieg er schließlich auf andere Programme um, wie zum Beispiel Fruity Loops, mit dem er Tracks für Thunderdome und Hardcore-Stücke produzierte – also Musikrichtungen, die sich teils sehr von seiner heutigen Musik unterscheiden. Diese Tracks veröffentlichte er dann auf Homepages wie MyOwnMusic (ehemalig GTmusic.de) oder Virtual-Volume und machte sie so einem breiteren Publikum zugänglich. Er nahm sich das Feedback zu Herzen und nahm schon bald seine erste Demo-CD auf, mit der er bei mehreren Musiklabels anfragte, die allerdings nie veröffentlicht wurde.
Nach einiger Zeit lernte er dann den Producer Waveliner über das Internet kennen und spielte ihm seine Demo-CD vor. Beide gründeten das Duo Waveliner vs. Rob Mayth. Sie veröffentlichten ihren ersten Track unter dem Titel Harder Than Ever, der bereits in der 1. Woche Platz 11 der Discomania Verkaufscharts belegte. In der Deutschen DJ-Playlist hielt sich der Track 5 Wochen. Der Folgetrack Children of XTC war ebenfalls erfolgreich.
Bald darauf brachte Brandes seine erste eigene Single Can I Get A Witness unter seinem Künstlernamen Rob Mayth auf Mental Madness Records heraus. Als Remixer legte er Neubearbeitungen für Special D., Cascada, Groove Coverage, Sven-R-G vs. Bass-T und weitere Künstler vor. Daneben produziert er weitere Nebenprojekten wie u. a. Pimp! Code, Katie Jewels, Straight Flush oder Dave Darell.
Robin Brandes produziert hauptsächlich Hands up, lässt jedoch in seine Musik auch Hardstyle-Elemente einfließen. Teilweise werden auch spezielle DJ-Techniken in seinen Produktionen eingesetzt. Häufig sind Scratches, insbesondere Stabs zu hören, zum Beispiel in seinem Remix des Floorfilla-Songs Sister Golden Hair. Als Dave Darell produziert er auch Electro und Trance.

## Diskografie

### Alben
- 2015: Rob Mayth presents 80+

### Singles
als Rob Mayth
- 2003: Harder Than Ever (Waveliner vs. Rob Mayth)
- 2004: Children of XTC (Waveliner vs. Rob Mayth)
- 2005: Can I Get a Witness
- 2006: Barbie Girl
- 2007: iPower! (vs. Floorfilla)
- 2007: Dare Me (Dan Winter vs. Mayth)
- 2007: Goodbye (Na Na Na) (Rob M. feat. Bar10ders)
- 2008: Herz an Herz / Heart to Heart
- 2010: Feel My Love
- 2012: Another Night 2k12
- 2015: Fanatic
- 2017: Can't Stop (mit Alphascan)

als Dave Darell
- 2008: Children
- 2008: Freeloader
- 2009: Silver Surfer (feat. Hardy Hard)
- 2009: Flash 2.9 (Hi:Fi vs. Dave Darell)
- 2009: It's a Smash (vs. Spencer & Hill)
- 2010: T! (vs. Klingenberg)
- 2010: I Just Wanna Live
- 2011: Keep Your Hands Up
- 2014: Breakable (feat. Rob Fowler)
- 2015: 12 Inch (vs. Picco)
- 2015: Paper Cuts (mit G&G feat. Robin Bengtsson)
- 2017: 99 Luftballons (feat. Dan O’Clock)
- 2018: Waiting for Tonight (mit Chorus Pokus)

weitere Soloprojekte
- 2006: Dream Of (als Red Light District)
- 2007: Massive Mood (als Active One)
- 2008: Right into the Weekend (als Aunt Mary)
- 2008: Waiting for You (als Chasing)
- 2009: Stuck with You (als Aunt Mary)

Kollaborationen
- Zu den Produktionen als Rob & Chris und Rob Mayth & DJ Neo siehe den Artikel Rob & Chris.

| Projektname                  | Coproduzenten                        | Titel | Veröffentlichungsdatum                                                                     |
| Tabassco vs. Spread 'N' Lick | Alfonso Bernasconi, Thomas Scheffler | - Rock Da Gee | - Oktober 2005                                                                             |
| L&M Project                  | Christian Probst                     | - Crazy Beatz | - Dezember 2005                                                                            |
| Teenagerz                    | Axel Konrad                          | - Slam Down | - April 2006                                                                               |
| Pimp! Code                   | Timo Erlenbruch (seit 2007)          | - We Are the Best - F*ckin' Fresh - R U Ready? - Like a Rocket - Wicked Body Moves - You Know - Raise Your Head Up! | - Mai 2006 - Mai 2006 - Mai 2006 - Januar 2007 - Januar 2007 - Oktober 2007 - Oktober 2007 |
| Katie Jewels                 | Martijn de Vries                     | - Come Again - Burnin' Love - Never Alone (feat. Al Storm)                                                          | - Februar 2007 - Januar 2008 - März 2009                                                   |
| Straight Flush               | Axel Konrad                          | - She's Got That Light - Lets All Chant (My Body, Your Body)                                                        | - März 2007 - September 2007                                                               |
| Azora                        | Martijn de Vries                     | - Make It Hard - Tell You a Secret - The Heartache - Free - All Outta Love - Lost Without a Fight                   | - August 2005 - Dezember 2007 - Februar 2008 - August 2009 - Dezember 2009 - Februar 2011  |
| 1Plus1                       | Martijn de Vries                     | - Off the Wall (Enjoy Yourself)                                                                                     | - April 2008                                                                               |
| Funky Bootz                  | Philipp Häger                        | - Party On (feat. Carlprit) - Get The Party Rockin‘ - Apache (mit Tom Mountain)                                     | - Juli 2011 - November 2011 - April 2012                                                   |

## DJ-Mixe
| Titel                 | Details                             | Veröffentlichungsdatum |
| Hardbass Chapter 8    | - CD2 mixed by Rob Mayth vs. DJ Neo | - April 2006           |
| Electro Energy Vol. 1 | - CD1 mixed by Dave Darell          | - Mai 2009             |
| Future Trance Vol. 63 | - CD3 mixed by Rob Mayth            | - Februar 2013         |
| TechnoBase Vol. 10    | - CD1 mixed by Rob Mayth            | - Dezember 2014        |

## Remixe
| - 4 Strings – Take Me Away (Dave Darell Remix) - 4 Strings – Take Me Away (Katie Jewels Remix) - Age Pee – Out of the Dark (Rob Mayth Remix) - Alex M vs. Marc Van Damme – Technodisco (Rob Mayth Remix) - Alex Megane – Hurricane (Rob Mayth Remix) - Angel City – Sunrise (Rob Mayth Remix) - Aycan – Devil in Disguise (Rob Mayth Remix) - Bad Habit Boys – Weekend '09 (Dave Darell Remix) - Baracuda – La Di Da (Elektrofachgeschäft Remix) - Base Attack – Techno Rocker (Rob Mayth Remix) - Breeze & UFO vs. Lost Witness – Love To The Stars (Azora Remix) - BT – Suddenly (Dave Darell Remix) - Cascada – Evacuate the Dancefloor (Rob Mayth Remix) - Cascada – Love Again (Rob Mayth Remix) - Cascada – How Do You Do (Rob Mayth Remix) - Ceoma feat. The Larx – Love Is More (Rob Mayth Remix) - Clubgroovers – Warriors of Love (Rob Mayth Remix) - Delaction – Free Radical (Rob Mayth Remix) - Deniz Koyu feat. Jason Caesar – Lose Control (Dave Darell Remix) - DHT – Listen to Your Heart (Rob Mayth Remix) - Dreamland – Summerland (Rob Mayth Remix) - Floorfilla – Sister Golden Hair (Rob Mayth Remix) - Fragma – Memory (Rob Mayth Remix) - Groove Coverage – 21st Century Digital Girl (Teenagerz Remix) - Groove Coverage – Because I Love You (Elektrofachgeschäft Remix) - Groove Coverage – Holy Virgin (Rob Mayth Remix) - Groove Coverage – Summer Rain (Rob Mayth Remix) - ItaloBrothers – Love Is On Fire (Rob & Chris Remix) - ItaloBrothers – Welcome to the Dancefloor (Rob Mayth Remix) - Kaskade & Deadmau5 – Move For Me (Dave Darell Remix) - Kato feat. Jon – Turn The Lights Off (Dave Darell Remix) - Keira Green – All out of Love (Rob Mayth Remix) - L&M Project – Crazy Beats (Rob Mayth Remix) - Lacuna – Celebrate the Summer 2006 (Rob Mayth Remix) - Lance Inc – One More Try (Rob Mayth Remix) - Lazard – Your Heart Keeps Burning (Rob Mayth Remix)* - Le Brisc – Keep It Hard (Rob Mayth Remix) - Lolita Jolie – Joli Garçon (Rob & Chris Remix) - Liz Kay – You´re Not Alone 2009 (Dave Darell Remix) | - Manian – Hold Me Tonight (Rob Mayth Remix) - Manian – Turn the Tide 2008 (Dave Darell Remix) - Melanie Flash – Halfway to Heaven (Rob Mayth Remix) - Mental Madness Allstars – The Anthem (Rob Mayth Remix) - Mikesh – 2 Know Good (Teenagerz Remix) - Niels van Gogh – Freaks (The Horn Song) (Dave Darell Remix) - Partycheckerz – Baby I Love Your Way (Rob Mayth Remix) - Paul van Dyk – For an Angel 2009 (Dave Darell Remix) - Porter Robinson – Years of War (Rob Mayth Remix) - Raveboy – Get Up 4 Dancecore (Rob Mayth vs. Pimp! Code Remix) - Ray Knox – Back in 1984 (Rob Mayth Remix) - Ray Knox – Calling Out (Rob Mayth Remix) - Ray Knox – Reach Out (Rob Mayth Remix) - Ray Knox – Summer Rain (Rob Mayth Remix) - Ray Knox – Waiting for You (Rob Mayth Remix) - Red Light District – Dream Of (Rob Mayth Remix) - Rico Bernasconi & Lotus feat. Nicki Minaj & Shiloh & Gravy – Make a Miracle (Dave Darell vs. Clyde Trevor Remix) - Rocco – Everybody 9.0 (Elektrofachgeschäft Remix) - Rocco vs. Bass-T – I Can't Take It (Elektrofachmarkt Remix) - Rocco vs. Bass-T – Tell Me When (Rob Mayth vs. Pimp! Code Remix) - Rushroom – Don't Give Up (Rob Mayth Remix) - Scale – Fight (Rob Mayth Remix) - Scotty – The Black Pearl (Dave Darell Remix) - Sem – Restless (Rob Mayth Remix) - Sergio Ramos – Be Loved (Dave Darell Remix) - DJ Sledge Hammer – Sunshine (Rob Mayth Remix) - Sol Noir – Superstring (Dave Darell Remix) - Solar Patrol – Milky Way (Teenagerz Remix) - Special D. – Come with Me (Rob Mayth Remix) - Special D. – You (Rob Mayth Remix) - Stereo Palma – Dreaming (Dave Darell Remix) - Straight Flush – Let's All Chant (Rob Mayth Remix) - Styles & Breeze – Amigos (Rob Mayth Remix) - Sunrider – Fable (Dave Darell Remix) - SveN-R-G vs. Bass-T – On a Party Trip (Rob Mayth Remix) - Teenagerz – Slam Down (Rob Mayth Remix) - Tocadisco feat. Vangosh – Way of Love (Dave Darell Remix) - Topmodelz – When You're Looking Like That (Rob Mayth Remix) - Zane & Foster – Big Boom Bang (Rob Mayth Remix) |

* auch unter dem Namen Pain & Wild – My Heart Keeps Burnin' (Rob Mayth Remix) bekannt